# Praweenwat Boonyong
Praweenwat Boonyong (thailändisch ประวีณวัช บุญยงค์, * 13. Februar 1990 in Kanchanaburi), auch als Big (thailändisch บิ๊ก) bekannt, ist ein thailändischer Fußballspieler.

## Karriere

### Verein
Praweenwat Boonyong erlernte das Fußballspielen in den Jugendmannschaften vom Assumption United FC und Bangkok Glass. Beim Erstligisten Bangkok Glass unterschrieb er 2011 seinen ersten Profivertrag. Die Hinserie 2013 wurde er nach Chainat zum Ligakonkurrenten Chainat Hornbill FC ausgeliehen. Die Rückserie 2017 spielte er auf Leihbasis beim ebenfalls in der Thai League spielenden Port FC aus Bangkok. Buriram United aus Buriram lieh ihn die Hinserie 2018 aus. Von 2011 bis Mitte 2018 spielte er 69 Mal für Bangkok Glass und schoss dabei acht Tore. 2014 gewann er mit BG den FA Cup. Nach der Hinserie 2018 wechselte er zum Erstligisten Ratchaburi Mitr Phol nach Ratchaburi. Nach 42 Erstligaspielen für Ratchaburi wechselte er zur Rückrunde 2021/22 im Januar 2022 zum Ligakonkurrenten PT Prachuap FC. Am 29. Mai 2022 stand er mit PT im Finale des Thai League Cup. Hier unterlag man im BG Stadium Buriram United mit 4:0. In der Rückrunde 2021/22 absolvierte er für den Verein aus Prachuap acht Erstligaspiele. Im Sommer 2022 unterschrieb er einen Vertrag beim Zweitligaaufsteiger Nakhon Si United FC. Für den Verein aus Nakhon Si Thammarat bestritt er sieben Zweitligaspiele. Im Sommer 2023 wurde sein Vertrag nicht verlängert. Von Juli 2023 bis Anfang Januar 2024 war er vertrags- und vereinslos. Der Customs United FC, ein Zweitligist, nahm ihn am 5. Januar 2024 unter Vertrag. Am Ende der Saison 2023/24 belegte er mit dem Klub den vorletzten Tabellenplatz und musste somit in die dritte Liga absteigen. Nach dem Abstieg wurde sein Vertrag im Sommer 2024 nicht verlänhgert.

### Nationalmannschaft
Praweenwat Boonyong spielte 2013 sechsmal für die U-23-Nationalmannschaft. Mit der U-23 gewann er die Südostasienspiele. Von 2014 bis 2016 spielte er achtmal in der thailändischen Nationalmannschaft. 2014 und 2016 wurde er mit dem Team Sieger der Fußball-Südostasienmeisterschaft.

## Erfolge

### Erfolge

#### Verein
Bangkok Glass
- Thailändischer Pokalsieger: 2014
- Singapore Cup-Sieger: 2010

PT Prachuap FC
- Thailändischer Ligapokalfinalist: 2021/22

#### Nationalmannschaft
Thailand
- Fußball-Südostasienmeisterschaft: 2014, 2016

Thailand U-23
- Südostasienspieler: 2013

## Auszeichnungen
- Südostasienspiele

Torschützenkönig: 2013